# Playa de Castello
La playa de Castello se encuentra en el concejo asturiano de El Franco, España, dentro de la parroquia de Miudes y muy cerca de la localidad de La Caridad, y es la mayor playa del concejo. Pertenece a la Costa Occidental de Asturias y pese a no estar incluida en la franja que comprende el Paisaje Protegido de la Costa Occidental de Asturias, presenta dos tipos de protección medioambiental, ya que está catalogada como ZEPAy LIC.

## Descripción
Tiene una longitud de unos 400 metros en forma de concha o ensenada, una anchura media de unos 30 metros y la desembocadura fluvial del arroyo Castello que da nombre a la playa. El entorno es rural con bajo índice de edificación y su peligrosidad es media. Es conveniente usar calzado adecuado durante el baño siendo la pesca submarina y el senderismo las actividades más recomendables y tiene la posibilidad de llevar mascotas.
Es una playa de gran afluencia de bañistas, sobre todo los fines de semana, por la cuenta en ello con la presencia del equipo de vigilancia. Su arena es de grano medio y de color oscuro junto con gravas cuarcíticas. El acceso en vehículo es complicado y se puede llegar hasta un km aproximadamente. Para acceder a ella ayuda el saber que los núcleos de población más cercanos son «Arboces» y «Castello». En la carretera general N-634 hay indicaciones de la localización de la playa.
En las inmediaciones se encuentra el castro de El Castellón. También hay un área recreativa de reciente creación. Para los andarines se recomienda hacer la senda costera «GR E-9» que rrecorre toda la costa desde Ortiguera hasta Viavelez. También dispone de un camping en sus proximidades. La playa es la más interesante dentro del conjunto de playas labradas en la formación geológica de una sucesión de cabos, como sucede en varias zonas costeras de este litoral. Es la playa más oriental del concejo de El Franco y está casi lindando con las de Coaña.